# Retrato en vivo
Retrato en vivo fue un programa español de televisión, emitido por La 2 de TVE entre 1979 y 1982, con presentación y dirección de Miguel de los Santos. 

## Formato
Espacio que combinaba música y reportajes, cada uno de los programas estaba centrado en un cantante o autor musical - especialmente de canción melódica española - al que se entrevistaba en profundidad haciendo un repaso a su trayectoria artística.

## Artistas invitados
Entre otros, pasaron por el plató de Retrato en vivo los siguientes artistas:
| - Alberto Cortez - Ana Belén - Atahualpa Yupanqui - Camilo Sesto - Carlos Mejía Godoy - Dolores Vargas - Dyango - Elsa Baeza - Enrique y Ana - Felipe Campuzano - Georgie Dann - Isabel Pantoja - Jeanette - Joan Baptista Humet - José Luis Perales - José Luis Rodríguez "El Puma" - José Vélez - Juan Carlos Calderón - Juan Pardo - Lola Flores - Lole y Manuel - Lolita Flores - Lorenzo Santamaría - José María Purón - Marife de Triana | - Los Panchos - Luis Eduardo Aute - María Dolores Pradera - María Jiménez - María Ostiz - Massiel - Mercedes Sosa - Miguel Ríos - Olga Ramos - Pablo Abraira - Pablo Milanés - Paloma San Basilio - Patxi Andión - Raffaella Carrà - Ramoncín - Raphael - Roberto Carlos - Rocío Dúrcal - Rosa León - Sergio y Estíbaliz - Silvio Rodríguez - Teresa Rabal - Umberto Tozzi - Antoñita Moreno - Lolita Sevilla - Carmen Flores - Conchita Bautista |